# British Touring Car Championship 2001

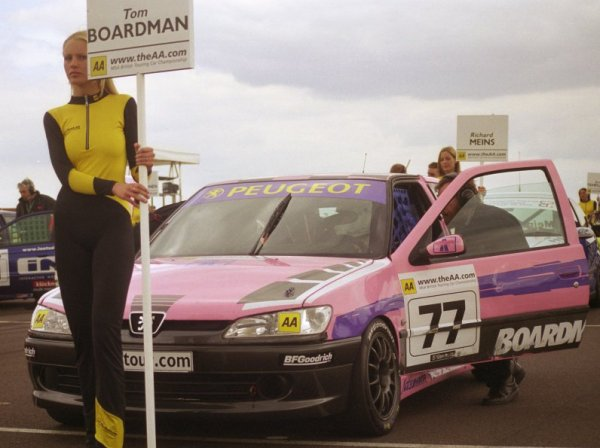
Tom Boardman körde sin första säsong i British Touring Car Championship och slutade på elfte plats i produktionsklassen.

theAA.com MSA British Touring Car Championship 2001 var den 44:e säsongen av det brittiska standardvagnsmästerskapet, British Touring Car Championship. Säsongen kördes över 26 race och vanns av Jason Plato, som därmed tog sin första titel.

## Tävlingskalender
| Bana                            | Segrare Race 1 | Märke    | Segrare Race 2 | Märke    |
| ------------------------------- | -------------- | -------- | -------------- | -------- |
| Brands Hatch                    | Yvan Muller    | Vauxhall | James Thompson | Vauxhall |
| Thruxton Circuit                | Jason Plato    | Vauxhall | Yvan Muller    | Vauxhall |
| Oulton Park                     | Yvan Muller    | Vauxhall | Yvan Muller    | Vauxhall |
| Silverstone Circuit             | Jason Plato    | Vauxhall | Jason Plato    | Vauxhall |
| Mondello Park                   | Yvan Muller    | Vauxhall | Yvan Muller    | Vauxhall |
| Donington Park                  | James Thompson | Vauxhall | Jason Plato    | Vauxhall |
| Knockhill Racing Circuit        | Jason Plato    | Vauxhall | Jason Plato    | Vauxhall |
| Snetterton Motor Racing Circuit | Yvan Muller    | Vauxhall | James Thompson | Vauxhall |
| Croft Circuit                   | Jason Plato    | Vauxhall | Yvan Muller    | Vauxhall |
| Oulton Park                     | Yvan Muller    | Vauxhall | Jason Plato    | Vauxhall |
| Silverstone Circuit             | Phil Bennett   | Vauxhall | James Thompson | Vauxhall |
| Donington Park                  | Phil Bennett   | Vauxhall | Yvan Muller    | Vauxhall |
| Brands Hatch                    | Anthony Reid   | MG       | Phil Bennett   | Vauxhall |

## Slutställning
| Pl. | Förare         | Märke      | Poäng |
| --- | -------------- | ---------- | ----- |
| 1   | Jason Plato    | Vauxhall   | 336   |
| 2   | Yvan Muller    | Vauxhall   | 318   |
| 3   | James Thompson | Vauxhall   | 276   |
| 4   | Phil Bennett   | Vauxhall   | 173   |
| 5   | Dan Eaves      | Peugeot    | 115   |
| 6   | Steve Soper    | Peugeot    | 93    |
| 7   | Tommy Erdos    | Lexus      | 72    |
| 8   | Tim Harvey     | Alfa Romeo | 43    |